# 10 Sullivan
10 Sullivan es un edificio residencial triangular de dieciséis pisos entre la Sexta Avenida y la calle Sullivan adyacente a la entrada del Túnel Holland en el vecindario SoHo de Manhattan, en Nueva York (Estados Unidos). El edificio fue desarrollado por Property Market Group y Madison Equities, y fue diseñado por Tamarkin Co.

## Historia
Los desarrolladores originalmente consideraron construir una gran torre en la parte norte del lote, con el resto reservado para un jardín. Esta configuración fue reemplazada originalmente por un diseño en forma de cuña. El sitio se zonificó originalmente para desarrollo comercial, hasta que los desarrolladores apelaron a la Oficina de Juicios y Audiencias Administrativas de la Ciudad de Nueva York para cambiar la zonificación a residencial.
Durante la construcción y luego de las bajas ventas del edificio, 10 Sullivan estuvo en el centro de una amarga disputa entre los dos desarrolladores, Madison Equities y Property Markets Group (PMG). El director de Madison Equities, Robert Gladstone, demandó a su socio Kevin Maloney de PMG, alegando, entre otras cosas, que PMG había saboteado su desarrollo conjunto de condominios por negligencia y mala administración que les costó a los socios perder 30 millones de dólares en ganancias. La demanda de Gladstone también culpó a PMG por el bajo rendimiento de ventas de 10 Sullivan. El caso finalmente fue desestimado.

## Diseño
El edificio evoca el Flatiron Building en su forma y es uno de varios edificios triangulares en Nueva York, incluido el 47 Plaza Street West. Cary Tamarkin, el arquitecto del edificio, ha dicho que el diseño no es un homenaje, sino una adaptación necesaria a la forma del lote. El exterior del edificio es de ladrillo y recuerda a los edificios históricos del SoHo.
The New York Times se ha referido a la forma del edificio como una "celebración".

## Uso y comodidades
La planta baja es comercial; la parte residencial se divide entre apartamentos en el edificio central y casas adosadas en la parte norte del lote. Todas las unidades incluyen techos altos. Otras comodidades incluyen un gimnasio, espacios de almacenaje y ascensores privados.